# Monochroica
Monochroica is een geslacht van wantsen uit de familie van de Miridae (Blindwantsen). Het geslacht werd voor het eerst wetenschappelijk beschreven door Qi & Nonnaizab in 1996.

## Soorten
Het genus is monotypisch en bevat alleen de volgende soort:

- Monochroica alashanensis Qi & Nonnaizab, 1996